# Chủng tử

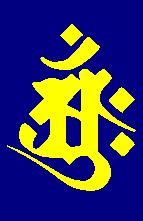
Chủng tử ĀṂḤ của Đại Nhật Như Lai trong Thai tạng giới

Chủng tử (zh. zhŏngzí 種子, ja. shushi/shuji, sa. bīja) nghĩa là mầm sống, hạt mầm, hạt giống. Thuật ngữ này vốn chỉ cho hạt giống thực vật, nhưng được dùng trong Phật giáo với ý nghĩa ẩn dụ:
1. Với một tôn giáo dựa vào thuyết "nhân quả", thì chủng tử là ẩn dụ cho nguyên nhân của mọi vấn đề, đặc biệt là nhân gây ra phiền não (sa. bīja, bīja-dharma);
2. Tiềm năng của một cái gì đó sẽ phát sinh;
3. Trong Duy thức tông, "chủng tử" là phương diện tiềm năng ẩn tàng của mọi cấu trúc tinh thần và vật chất được chứa sẵn trong A-lại-da thức. Nó sẽ hiện hữu như là kết quả của những hành vi và điều kiện hiện hành. Chủng tử là kết quả của những tiềm năng mới, và sẽ tiếp tục hiện hành và có một mối liên hệ trực tiếp với nhân duyên trước đó.

Trong Mật tông và Ấn Độ giáo, "chủng tử" chính là Chủng tử tự hay Chủng tử âm (sa. bījamantra) chứa đựng trong Chân ngôn. Khi đọc lên và quán tưởng, tần số âm ba cùng với tự dạng của "chủng tử tự" sẽ là phương tiện để hành giả tiếp nhận được những năng lượng vũ trụ và thực chứng những điều huyền diệu của thế giới tâm linh.
Ví dụ như chữ OṂ ॐ – bao hàm một khía cạnh đặc biệt của sự thật tuyệt đối được trình bày bằng một âm thanh tiêu biểu. Những âm thanh này chứa đựng – nếu đệ tử tín tâm được tiếp nhận qua một vị Đạo sư chân chính – những năng lực diệu kì. Những hành giả trong Mật tông đều nhận được một Chủng tử âm từ Đạo sư của mình khi được Quán đỉnh (sa. abhiṣeka).